# Zeuxine petakensis
Zeuxine petakensis är en orkidéart som beskrevs av Johannes Jacobus Smith. Zeuxine petakensis ingår i släktet Zeuxine och familjen orkidéer. Inga underarter finns listade i Catalogue of Life.